# Naturschutzgebiet Föhrenbühl
Der Föhrenbühl ist ein Naturschutzgebiet nahe Erbendorf im Oberpfälzer Landkreis Tirschenreuth in Bayern.

## Lage
Das Naturschutzgebiet befindet sich 2,1 Kilometer nördlich von Erbendorf. Es ist Bestandteil des Naturparks Steinwald, des Landschaftsschutzgebietes LSG innerhalb des Naturparks Steinwald (ehemals Schutzzone) und des FFH-Gebietes Serpentinstandorte in der nördlichen Oberpfalz.

## Beschreibung
Das 34 ha große Areal ist ein schütter bewaldeter Serpentinitrücken. Die Eigenschaften des bizarr verwitternden Gesteins führen zu einer sich von der Umgebung deutlich abhebenden Vegetation. Relikte aus der Eiszeit und der nachfolgenden Wärmeperiode haben sich dort bis heute gehalten. Ähnliche Standorte wurden in der Vergangenheit bevorzugt abgebaut und dadurch hat der Föhrenbühl als einer der wenigen großflächigen Serpentinitstandorte landesweit Bedeutung.

### Geotop
Im Naturschutzgebiet befindet sich ein aufgelassener Steinbruch. Er ist vom Bayerischen Landesamt für Umwelt als bedeutendes Geotop Ehem. Specksteinbruch am Föhrenbühl E von Grötschenreuth (377A024) ausgewiesen. Das Geotop zählt zu den 100 schönsten Geotopen in Bayern. Der ehemalige Specksteinbruch ist 2007 neu freigelegt worden und erschließt beispielhaft Serpentinit und Speckstein der Erbendorfer Grünschieferserie. Abgebaut wurde in dem kleinen Steinbruch Speckstein (Talk), der gemahlen als keramischer Rohstoff industriell Verwendung fand.
Rund um Erbendorf besteht der Untergrund aus basischen und ultrabasischen Gesteinen mit sehr wenig Kieselsäure (SiO2). Sie sind fast durchweg grünlich gefärbt und deshalb wird sie als Erbendorfer Grünschieferzone bezeichnet. Die basischen Anteile entstanden aus magmatischen Gesteinen (Basalten) einer ehemaligen ozeanischen Erdkruste, die schweren ultrabasischen Gesteine aus dem unter diesem Ozeanboden liegenden Erdmantel. Teilweise wurden die Minerale der Serpentinite später in Talk und Chlorit umgewandelt, wodurch vor allem in Bereichen starker tektonischer Durchbewegung sogenannte Topfsteinlager entstanden. Diese weichen und besonders leicht zu bearbeitenden Gesteine sind begehrter Rohstoff für feuerfeste Produkte und die keramische Industrie. Sie wurden früher im Westen des Föhrenbühls und im Marienstollen nördlich von Erbendorf abgebaut. Während der Variszischen Gebirgsbildung kam es im oberen Karbon vor etwa 315 Millionen Jahren zu weiteren Gesteinsumwandlungen. Durch die hohe Temperatur in der Nachbarschaft des Granits wandelten sich die Serpentinite in Serpentinit-Hornfelse um, die heute vor allem den Kammbereich des Föhrenbühls bilden. Bei diesem Prozess neu entstandene Minerale wie Olivin, Pyroxen und Hornblende verleihen dem Gestein ein körniges Aussehen.
Im oberen Devon, vor etwa 375 Millionen Jahren, kam es zur Kollision verschiedener Kontinente, wodurch Teile des ehemaligen Ozeanbodens zwischen kontinentale Platten geschoben und tief in die Erdkruste versenkt wurden. Unter der Einwirkung von Hitze und Druck im Erdinneren wandelten sich die ultrabasischen Gesteine des Erdmantels in Serpentinite um, aus den basaltischen Gesteinen des Ozeanbodens entstanden Grünschiefer und Amphibolite.
Zusammen mit den nördlich anschließenden Grünschiefern und Amphiboliten bilden die Serpentinit-Hornfelse des Föhrenbühls eine tektonische Schuppe von etwa einem Kilometer Länge. Der wenig nördlich des Föhrenbühl-Kammes verlaufende Kontakt zwischen den ultrabasischen und basischen Gesteinen entspricht vermutlich der ehemaligen Grenze zwischen dem Erdmantel und der Kruste des Ozeanbodens. Die besondere Verwitterungsresistenz des Serpentinit-Hornfelses führte zur Ausbildung des seine Umgebung überragenden Härtlings.
Das Naturschutzgebiet wurde am 28. Juni 1980 ausgewiesen.